# 410 Chloris
410 Chloris là một tiểu hành tinh rất lớn ở vành đai chính, thuộc nhóm tiểu hành tinh Chloris. Nó được xếp loại tiểu hành tinh kiểu C, có bề mặt tối và dường như được cấu tạo bằng cacbonat nguyên thủy.
Tiểu hành tinh này do Auguste Charlois phát hiện ngày 7.01.1896 ở Nice và được đặt theo tên nữ thần Cloris trong thần thoại Hy Lạp.